# Evolvulus diosmoides
Evolvulus diosmoides är en vindeväxtart som beskrevs av Carl Friedrich Philipp von Martius. Evolvulus diosmoides ingår i släktet Evolvulus och familjen vindeväxter. Inga underarter finns listade i Catalogue of Life.